# Мали Жам
Мали Жам (рум. Jamu Mic — Жаму Мик) је насеље у Србији у граду Вршац у Јужнобанатском округу. Према попису из 2022. било је 202 становника.

## Прошлост
Назив места: Чам (Cham 1373. У 18. веку: Czam, Klein Scham. У 19 веку: Kis Zsam. 1919.: Мали Жам.
Првобитно име овоме насељу било је Чам - 1372. године помиње се крашовско село Чам, у поседу властелина истога имена. »Чим« је надживео турска времена и постао је (1597) посед Фрање Шаркезија. Становници Чама били су Срби. Год 1713. било је у Џаму (Džam) 12 кућа.
По освајању Темишвара (1716) припојено је ово насеље вршачком диштриту темишварског Баната. Године 1717. пописано је 25 кућа. Вероватно у четрдесетим годинама, доласком Румуна, број становништва се јако повисио, па је 1749 године било већ 80 кућа. 1751. године било је 77 кућа, а 1752. године сазидана је прва црква од камена. Тих година било је два свештеника. Аустријски царски ревизор Ерлер је 1774. године констатовао да место "Жам" припада Жамском округу, Вршачког дистрикта. Ту је становништво претежно влашко.
Црквене матрикуле почињу да се воде 1778. године. А 1779. године припојен је Мали Жам вршачком срезу тамишког Баната. Године 1781. сврстао је царски ерар ово насеље у мајдански диштрикт. Године 1793. почињу се досељавати великожамски Румуни. Сазидана је 1789 године друга црква од камена. Учитељ је поучавао 12 ђака. Кнезу је било име Трајил Драгија.
Пожар је беснео 1821. године. Исте године сазидана школа. Године 1826. купио је Лазар Карачоњи де Беодра од ерара Белики и Мали Жам. Године 1832. пописано је 1252 становника православне вере, претежно Румуна и 2 католика. Године 1846. било је 1292 становника Румуна, а у школи 28 ђака.
Године 1838. било је свега 13 католичких становника. У четрдесетим годинама почели су се овде насељавати Немци из Великог Жама и Моравице, којих је 1848. године било већ 327. Исти су имали своје посебно гробље. У почетку 1848., пошто су злонамерна паљевине учестале, почели су се Немци расељавати, тако да их је 1851. било једва 75, а 1852. само још 15 католичкох становника.
Мали Жам 1854. године бројао је 1022 становника Око 1870. сазидана је нова школа, 1872 год. је комунализирана.
Године 1874 год. оделили су се Срби од Румуна и сазидали богомољу (1884) 1884. подигли су Румуни нову цркву.
Године 1888. подељено је властелинско добро: једна половина прешла је у посед грофице Илме Карачони, а друга половина у посед Александре и Гвида Карачониa. Године 1897. преузео је гроф Гвидо и Александрин део, која се удала за грофа Јована Хадика.
Почетком 20. века у Малом Жаму живи 202 српске душе, али не постоји српска основна школа.
У новембру 1918. године ушла је српска војска у Мали Жам, који је 1919. припојен торонталско-тамишкој жупанији.
Године 1921. пописано је 677 становника, од којих је било Срба 38, Чеха 14, Румуна 608, Немаца 2, Мађара 15.
На Гризелинијевој карти Баната обележено је место северно од Малог Жама са „Schanz“. године 1880. разгледао је ове шанчеве Карло Торма и објаснио, да су два шанца у квадратном облику радови новијег времена.
Остали земљопоседници су били: породице Гeнчи, Обрадовић, Паст, Пеша, Спатариу.

## Демографија
У насељу Мали Жам живи 324 пунолетна становника, а просечна старост становништва износи 46,2 година (44,9 код мушкараца и 47,4 код жена). У насељу има 156 домаћинстава, а просечан број чланова по домаћинству је 2,43.
Становништво у овом насељу веома је нехомогено, а у последња три пописа, примећен је пад у броју становника.
|  |

| Демографија | Демографија | Демографија |
| Година      | Становника  | Становника  |
| ----------- | ----------- | ----------- |
| 1948.       | 999         |             |
| 1953.       | 1.034       |             |
| 1961.       | 880         |             |
| 1971.       | 698         |             |
| 1981.       | 565         |             |
| 1991.       | 499         | 438         |
| 2002.       | 379         | 397         |

| Етнички састав према попису из 2002.‍ | Етнички састав према попису из 2002.‍ | Етнички састав према попису из 2002.‍ | Етнички састав према попису из 2002.‍ | Етнички састав према попису из 2002.‍ |
| ------------------------------------ | ------------------------------------ | ------------------------------------ | ------------------------------------ | ------------------------------------ |
|                                      |                                      |                                      |                                      |                                      |
| Румуни                               | Румуни                               |                                      | 229                                  | 60,42%                               |
| Срби                                 | Срби                                 |                                      | 108                                  | 28,49%                               |
| Југословени                          | Југословени                          |                                      | 14                                   | 3,69%                                |
| Мађари                               | Мађари                               |                                      | 13                                   | 3,43%                                |
| Македонци                            | Македонци                            |                                      | 11                                   | 2,90%                                |
| Руси                                 | Руси                                 |                                      | 2                                    | 0,52%                                |
| непознато                            | непознато                            |                                      | 0                                    | 0,0%                                 |

| Година пописа     | 1948. | 1953. | 1961. | 1971. | 1981. | 1991. | 2002. |
| ----------------- | ----- | ----- | ----- | ----- | ----- | ----- | ----- |
| Број домаћинстава | 245   | 258   | 254   | 207   | 186   | 160   | 156   |

| Број чланова      | 1  | 2  | 3  | 4  | 5  | 6 | 7 | 8 | 9 | 10 и више | Просек |
| ----------------- | -- | -- | -- | -- | -- | - | - | - | - | --------- | ------ |
| Број домаћинстава | 51 | 47 | 21 | 20 | 11 | 6 | 0 | 0 | 0 | 0         | 2,43   |

| Пол    | Укупно | Неожењен/Неудата | Ожењен/Удата | Удовац/Удовица | Разведен/Разведена | Непознато |
| ------ | ------ | ---------------- | ------------ | -------------- | ------------------ | --------- |
| Мушки  | 162    | 44               | 100          | 15             | 2                  | 1         |
| Женски | 174    | 23               | 98           | 45             | 8                  | 0         |
| УКУПНО | 336    | 67               | 198          | 60             | 10                 | 1         |

| Пол    | Укупно                    | Пољопривреда, лов и шумарство | Рибарство                            | Вађење руде и камена | Прерађивачка индустрија       |
| ------ | ------------------------- | ----------------------------- | ------------------------------------ | -------------------- | ----------------------------- |
| Мушки  | 88                        | 80                            | 0                                    | 0                    | 1                             |
| Женски | 67                        | 53                            | 0                                    | 0                    | 5                             |
| УКУПНО | 155                       | 133                           | 0                                    | 0                    | 6                             |
| Пол    | Производња и снабдевање   | Грађевинарство                | Трговина                             | Хотели и ресторани   | Саобраћај, складиштење и везе |
| Мушки  | 0                         | 2                             | 1                                    | 1                    | 0                             |
| Женски | 0                         | 0                             | 4                                    | 0                    | 0                             |
| УКУПНО | 0                         | 2                             | 5                                    | 1                    | 0                             |
| Пол    | Финансијско посредовање   | Некретнине                    | Државна управа и одбрана             | Образовање           | Здравствени и социјални рад   |
| Мушки  | 0                         | 1                             | 2                                    | 0                    | 0                             |
| Женски | 0                         | 0                             | 1                                    | 1                    | 0                             |
| УКУПНО | 0                         | 1                             | 3                                    | 1                    | 0                             |
| Пол    | Остале услужне активности | Приватна домаћинства          | Екстериторијалне организације и тела | Непознато            | Непознато                     |
| Мушки  | 0                         | 0                             | 0                                    | 0                    | 0                             |
| Женски | 2                         | 0                             | 0                                    | 1                    | 1                             |
| УКУПНО | 2                         | 0                             | 0                                    | 1                    | 1                             |